# Reading (Kansas)
Reading es una ciudad ubicada en el condado de Lyon en el estado estadounidense de Kansas. En el año 2010 tenía una población de 231 habitantes y una densidad poblacional de 462 personas por km².

## Geografía
Reading se encuentra ubicada en las coordenadas 38°31′09″N 95°57′33″O / 38.519102, -95.959091 (38.519102, -95.959091).

## Demografía
Según la Oficina del Censo en 2000 los ingresos medios por hogar en la localidad eran de $25,000 y los ingresos medios por familia eran $29,500. Los hombres tenían unos ingresos medios de $18,750 frente a los $25,536 para las mujeres. La renta per cápita para la localidad era de $11,673. Alrededor del 13.3% de la población estaban por debajo del umbral de pobreza.